# 地球まるごとTV
地球まるごとTV（ちきゅうまるごとてれび）は、テレビ朝日で2009年10月3日から2010年3月27日まで放送されていたニュース・総合情報番組である。ハイビジョン制作。

## 概要
2009年10月に日本ケーブルテレビジョン（JCTV）制作の『やじうまプラス』平日5時台が縮小となった為、土曜朝の情報番組枠を『やじうまプラス』前身の『朝いち!!やじうま』時代から制作していたJCTV制作番組に転換する形で開始する。そのためスタジオや番組構成が『朝いち!!やじうま』を踏襲している。
テレビ朝日海外支局や提携するアメリカ合衆国のニュースチャンネル：CNNの取材網をフルに生かし、世界の最新動向の報道、或いは世界各国のオモシロ映像などを紹介する。また、ニッポンを元気にする企業やヒット商品などの紹介も行う。『やじうまプラス土曜版』で行われていた「きょうの占い」は当番組でもそのまま継続。
2010年3月27日に放送終了。後番組は『やじうまプラス』の土曜版で、タイトルはかつて使われていた『やじうまサタデー』。
MCの平石と松尾は、本番組終了1年後、『やじうまテレビ!』で再びMCを担当した。

## 出演者

### 司会
- 平石直之（テレビ朝日アナウンサー） - メインMC
- 松尾由美子（テレビ朝日アナウンサー）  - MC、『やじうまプラス』土曜版（新聞朝刊コーナー）から続投。
- 小川彩佳（当時テレビ朝日アナウンサー） - MC
- 石井希和（当時テレビ朝日アナウンサー） - コーナーキャスター
- 久保田直子（テレビ朝日アナウンサー） - コーナーキャスター・天気情報

### コメンテーター
- 三反園訓（当時テレビ朝日解説委員）
- 名村晃一（テレビ朝日記者・経済部長）
- 内藤正彦（テレビ朝日記者）

### 気象情報
- 歌原奈緒（気象予報士）

## 放送時間
- 土曜日 6:30 - 8:00

## テーマソング
- 「ありがとう」 菅原紗由理

## ネット局
| 放送対象地域 | 放送局                | 系列           | 放送時間           |
| ------------ | --------------------- | -------------- | ------------------ |
| 関東広域圏   | テレビ朝日 【制作局】 | テレビ朝日系列 | 土曜日 6:30 - 8:00 |
| 福島県       | 福島放送              | テレビ朝日系列 | 土曜日 6:30 - 8:00 |
| 新潟県       | 新潟テレビ21          | テレビ朝日系列 | 土曜日 6:30 - 8:00 |
| 長野県       | 長野朝日放送          | テレビ朝日系列 | 土曜日 6:30 - 8:00 |
| 山口県       | 山口朝日放送          | テレビ朝日系列 | 土曜日 6:30 - 8:00 |

## 番組最終時のタイムテーブル
- 6:30 オープニング
- 6:34 天気
- 6:35 まるごとスタートアップ
- 6:46 SPORTSワールド
- 6:53 天気
- 6:54 地球ヘッドライン
- 7:04 朝刊まるごとチェック
- 7:06 まるごとニューヨーク
- 7:12 特集
- 7:24 天気
- 7:26 まるごとWATCH
- 7:43 ザッツ地球TV
- 7:56 きょうの運勢
- 7:57 エンディング

## 関連番組
- CNNデイウォッチ
- CNNデイブレイク
- ウィークエンドライブ 週刊地球TV
- ラジ朝@モーニング
- 朝いち!!やじうま